# Giuseppe Biancani

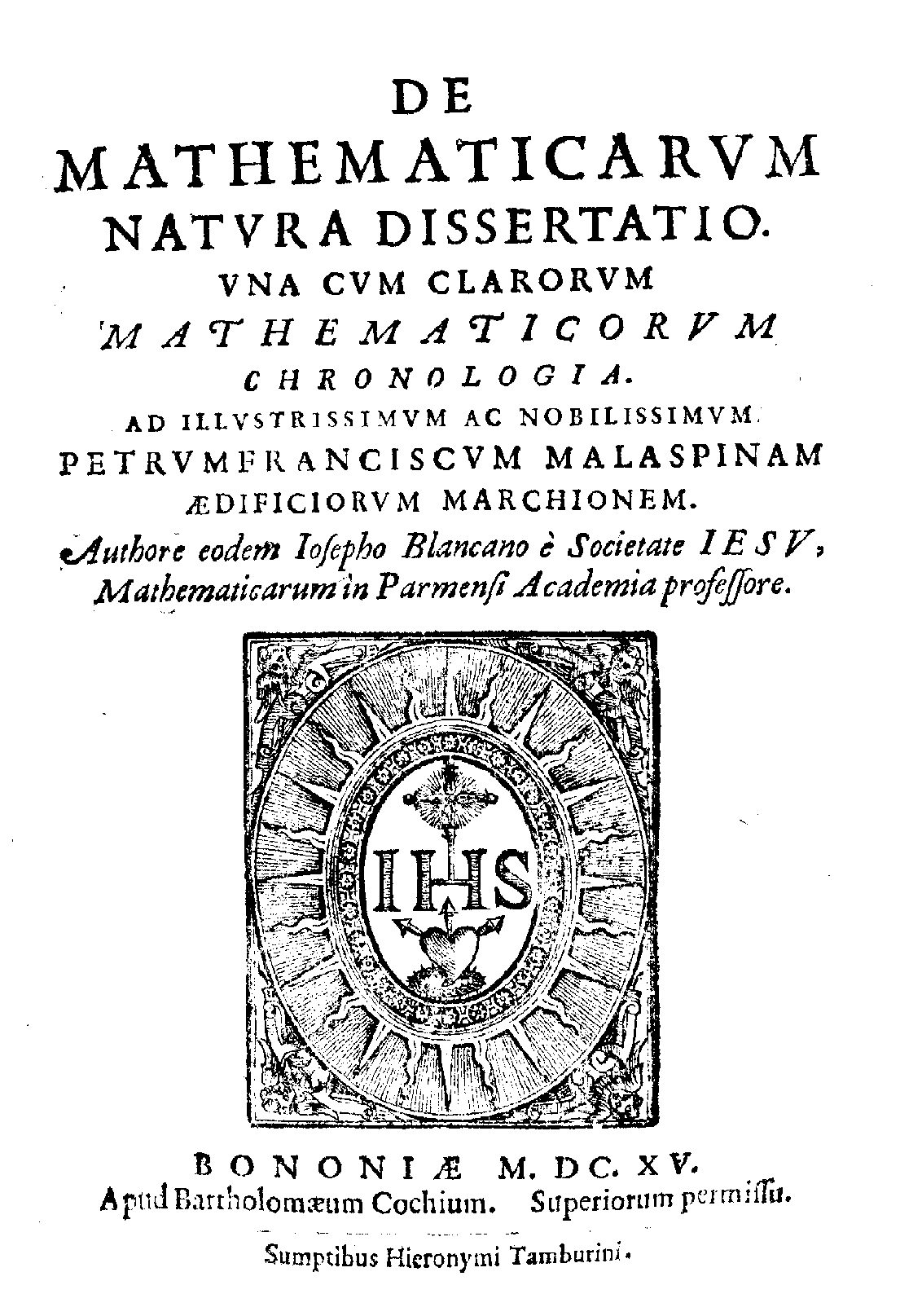
De mathematicarum natura dissertatio, 1615

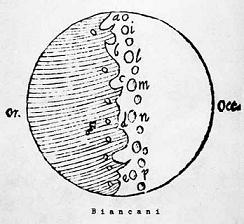
Biancanis Mondkarte

Giuseppe Biancani (latinisiert Josephus Blancanus; * 8. März 1566 in Bologna; † 7. Juni 1624 in Parma) war ein italienischer jesuitischer Geistlicher, Astronom und Mathematiker.
Der Mondkrater Blancanus ist nach ihm benannt.

## Werke
- De mathematicarum Natura dissertatio. Una cum Clarorum mathematicorum chronologia (Bologna 1615)
- Aristotelis loca mathematica ex universes ipsius operibus collecta et explicata (Bologna 1615)
- Sphaera mundi, seu cosmographia demonstrativa, ac facili methodo tradita (Bologna 1619)
- Constructio instrumenti ad horologia solaria (1635)
- Echometria, id est Geometrica traditio de Echo (Modena 1635)

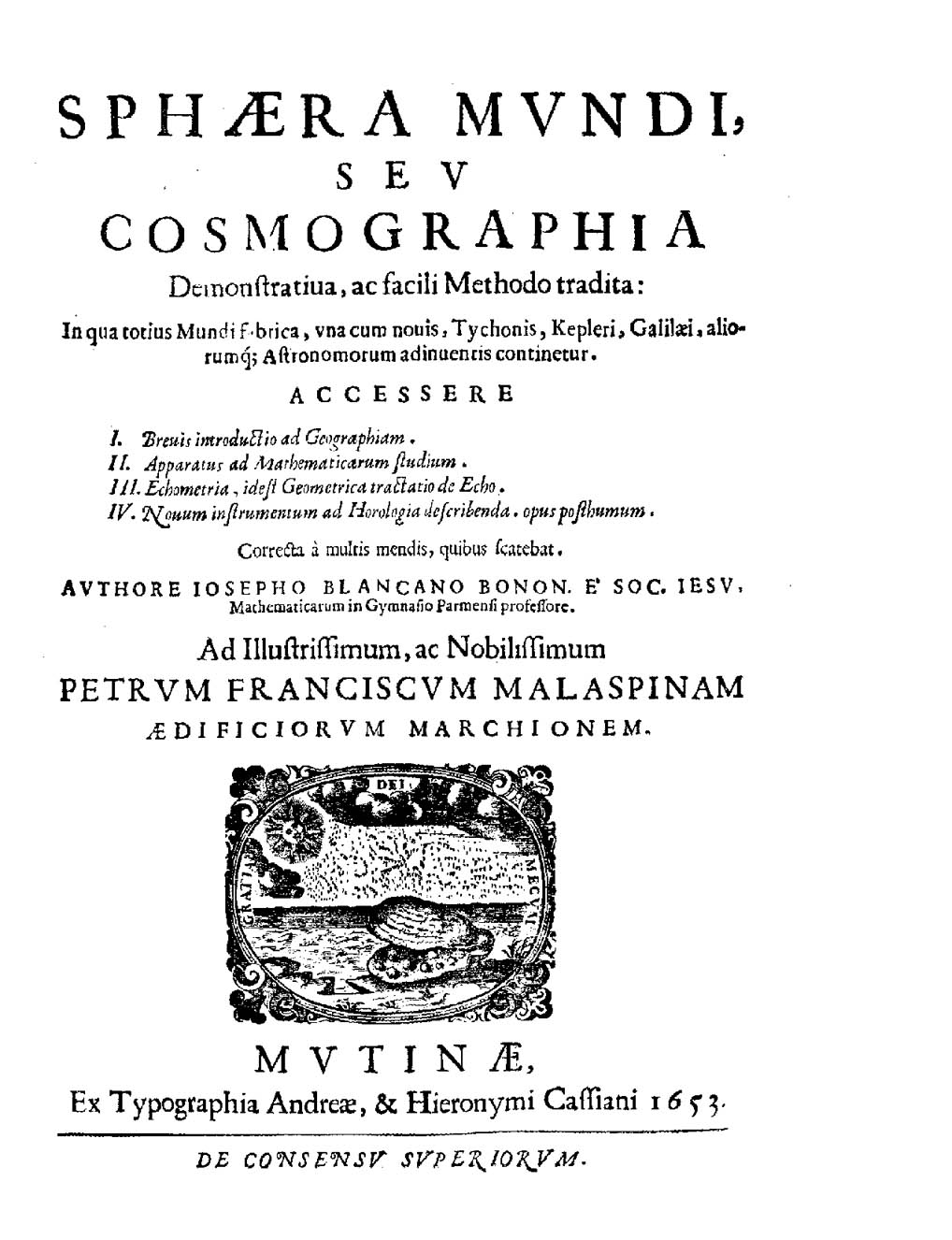
Sphaera mundi, seu Cosmographia demonstrativa, 1653